# Kannadendal
Kannadendal é uma vila no distrito de Madurai, no estado indiano de Tamil Nadu.

## Demografia
Segundo o censo de 2001,  Kannadendal  tinha uma população de 15,987 habitantes. Os indivíduos do sexo masculino constituem 51% da população e os do sexo feminino 49%. Kannadendal tem uma taxa de literacia de 86%, superior à média nacional de 59.5%: a literacia no sexo masculino é de 90% e no sexo feminino é de 83%. Em Kannadendal, 8% da população está abaixo dos 6 anos de idade.